# Bohumír Štědroň (prognostik)
Bohumír Štědroň (* 11. dubna 1948 Brno) je český prognostik, manažer a vysokoškolský pedagog. V současnosti[kdy?] působí na Katedře managementu sportu FTVS UK, MÚVS ČVUT a je ředitelem Prognostického institutu Vysoké školy mezinárodních a veřejných vztahů Praha.

## Vzdělání
Vystudoval matematickou ekonomii, systémovou analýzu a kybernetiku na Přírodovědecké fakultě Masarykovy univerzity v Brně (dříve aplikovaná matematika, Universita Jana Evangelisty Purkyně), dále studoval na Univerzitě Karlově v Praze, Technische Hochschule Hannover v Německu a Ashridge Management College ve Velké Británii.

## Kariéra
Na Univerzitě Komenského v Bratislavě založil a přednášel v polovině 70. let nový předmět Umělá inteligence. Společně s FEL ČVUT organizoval v polovině 80. let mezinárodní konferenci Aplikace umělé inteligence. Později na VŠE a FTVS UK založil nový předmět Politický marketing a vedl autorský kolektiv, který pro tento předmět připravil monografii. Jako prorektor soukromé školy University College Prague navrhl vytvoření Prognostického institutu této školy a přednášel předmět Politické prognózy. Dále pro FTVS UK koncipoval nové předměty Manažerské rozhodování a sport, Politický marketing a sport a Prognostika a sport a připravil učebnice pro tyto předměty. Na ČVUT připravil předmět Technologické prognózy. Působil jedno funkční období jako prorektor soukromé Vysoké školy mezinárodních a veřejných vztahů. Přednášel předmět Prognostika na ČVUT, FTVS UK i UCP.
Jako soudní znalec spolupracoval s Policejní akademií Praha (člen habilitační komise) a Akademií policejního sboru v Bratislavě (mezinárodní konference, recenzování sborníků).
V letech 2021–2024 byl prezidentem České asociace Římského klubu. V té připravil novou knihu Opportunities for Growth THE WORLD 2100 jako reakci po půl století na slavnou knihu Meze růstu, která vzbudila celosvětovou pozornost v roce 1972.
Stal se předsedou Prognostického klubu České manažerské asociace, který založil a připravil několik mezinárodních konferencí s prognostickou problematikou. Dále se stal členem Hospodářské komory, smíšených obchodních komor, Klubu Transparency International a České společnosti pro politické vědy. Stal se také jedním ze zakládajících členů Úřadu pro ochranu osobních údajů; zastával zde funkci ředitele zahraničního odboru. Podílel se na založení nadace pro pomoc pacientům onkologických onemocnění (Hrajeme o život). 

## Rodina
Je synem muzikologa Bohumíra Štědroně. Má dvě sestry: Stanislava Střelcová je muzikoložka a hudební publicistka působící v Českém rozhlase a v hudebních nadacích. Lidia Kyzlinková působí jako vysokoškolská pedagožka na Katedře anglistiky Masarykovy univerzity v Brně. Jeho bratranci jsou Jiří Štědroň a Miloš Štědroň.
Manželka Eva Štědroňová působí na TU Liberec. První syn Bohumír Štědroň byl právník a zemřel v roce 2014, druhý syn Jakub Štědroň se stal ředitelem DNM v Praze a přednáší na FTVS UK.

## Dílo
Je autorem nebo spoluautorem více než 20 knih, vyšších desítek vědeckých článků. Vedle toho v roce 2010 založil na VŠE Praha vysokoškolský soubor Comica Economica a pro něj napsal 5 divadelních her (Globální slavnost; Facenet; Presidentka Hillary, stážista Monik a prokurátor R.Star; Zkouška z politologie: Gustáv Husák Superstar a Osud), které byly uvedeny v divadle Semafor.

### Vybrané monografie a články
- Štědroň B. a kol.: Opportunities for Growth THE WORLD 2100, nakladatelství WOLTERS KLUWER, Praha 2023, ISBN 978-80-7676-089-9
- Štědroň B.: Politický marketing a sport: systémové aspekty, Marketing a komunikace 2/2022, str.12, ISSN 1211-5622
- Štědroň B. a kol.: Manažerské rozhodování a sport, nakladatelství Karolinum, Praha 2021, ISBN 978-80-246-4928-3
- Štědroň B. a kol.: Právo a umělá inteligence, nakl. Aleš Čeněk, Praha 2020, ISBN 978-80-7380-803-7
- Štědroň B., Čáslavová E., Foret M. a kol.: Mezinárodní marketing, C.H.Beck 2018, ISBN 978-80-7400-441-4